# Clavaspis coursetiae
Clavaspis coursetiae är en insektsart som först beskrevs av Marlatt 1908.  Clavaspis coursetiae ingår i släktet Clavaspis och familjen pansarsköldlöss. Inga underarter finns listade i Catalogue of Life.